# Ascorhynchus stocki
Ascorhynchus stocki är en havsspindelart som beskrevs av Hong, J.S och I.H. Kim 1987. Ascorhynchus stocki ingår i släktet Ascorhynchus och familjen Ammotheidae. Inga underarter finns listade i Catalogue of Life.